# 에스지이
에스지이(SG Co. Ltd.)는 대한민국의 아스콘(아스팔트 콘크리트)과 레미콘 제조 기업이다. 본사는 인천시 서구 봉수대로 300번길 15에 위치해 있으며 대표이사는 박창호이다.

## 사업
일반 아스콘, 순환 아스콘, 중온 아스콘 및 레미콘을 생산, 판매한다

## 우크라이나 재건사업
우크라이나 최대 철강회사인 메트인베스트그룹과 향후 10년간 총 4200만톤의 철강 슬래그를 무상으로 공급받아 우크라이나 도시 및 도로 재건 사업에 아스콘(아스팔트 콘크리트)을 공급할 예정이다 2023년에 90억6900만원을 들여 우크라이나에 현지 법인을 설립하기로 하였고 미콜라이우주(州)와 도로 재건을 위한 업무협약(MOU)도 체결하였다

## 상장
2018년 1월 26일에 공모가 6,000원에 코스닥 시장에 상장하였다.

## 종속회사
- 영종아스콘(주)
- 에스지산업개발(주)
- (주)이지이앤엠
- 화신아스콘(주)

## 같이 보기
- 레미콘

## 참고문헌
1. ↑  에스지이, 에코스틸아스콘 우크라이나 공급 계약 연이어 체결, 뉴스와이어, 2024년 1월 4일
2. ↑  에스지이, 친환경 에코스틸아스콘 고속도로 시공 첫 공급, 뉴스핌, December 1, 2023
3. ↑  BNK투자증권 리서치센터 신규상장(IPO) 예정기업 보고서-에스지이, 2018/1/11
4. ↑  오귀환, “너무 올랐나”…우크라 재건 사업 참여 SG, 13% 급락, 조선일보, 2024.03.18
5. ↑  진영기, "우크라이나에 아스콘 공급"…SG, 상한가 직행, 한국경제, 2024년 3월 15일
6. ↑  김세형, SG, 우크라이나 재건 사업 위해 현지법인 설립키로, 스마트투데이, 2023.12.18
7. ↑  SG, 김경택, 우크라이나 미콜라이우 주정부와 MOU, 뉴시스, 2023년 12월 15일